# Мунчхон
Мунчхон (кор. 문천시?, 文川市?) — город в провинции Канвондо, КНДР. Расположен на побережье Японского моря.
В Мунчхоне находится одна из военно-морских баз КНДР, входящая в состав инфраструктуры главной базы Восточного флота страны в Вонсане. База была основана в 1968 году для ракетных катеров. С 2014 года база активно расширяется и обновляется.

## История
С октября по декабрь 1950 во время Корейской войны был занят войсками ООН.

## География
Мунчхон располагается на побережье залива Йонхын Японского моря. Ландшафт преимущественно равнинный, на юго-западе невысокие горы. Главная река, протекающая на территории города — Намчхонган.

## Экономика
На территории Мунчхона расположены месторождения цинка, золота, серебра, известняка, доломита, гранита и глины. Производится добыча антрацита. Развиты рыболовство, выращивание фруктов и животноводство. Зерно — главный сельскохозяйственный продукт.